# Krwawy obóz
Krwawy obóz (wł. Reazione a catena lub Ecologia del delitto) – włoski film grozy z 1971 roku w reżyserii Mario Bavy, często uznawany za pierwszy oficjalny slasher w historii kina. Film, będący przedstawicielem włoskiego nurtu grozy tzw. giallo, stał się inspiracją dla twórców serii Piątek, trzynastego.
Zaraz po premierze wywołał skandal obyczajowy, ze względu na epatowanie przemocą. W 2005 roku znalazł się w gronie pięćdziesięciu najlepszych horrorów w historii kina według magazynu Total Film.
Znany jest również jako posiadacz licznych alternatywnych tytułów – posiada blisko dziesięć tytułów w różnych językach.

## Fabuła
Pewnego wieczoru poruszająca się na wózku inwalidzkim hrabina Federica zostaje uduszona przez swojego męża, Filippo Donatiego. Niespodziewanie mężczyzna ginie z rąk tajemniczego sprawcy, który jego zwłoki pozostawia w miejscowej zatoce.
Następnie grupa złożona z czwórki nastolatków przyjeżdża nad miejscowe jezioro. Jeden z uczestników wyprawy znajduje przywiązane do pomostu zwłoki, stając się jednocześnie ofiarą okrutnego zabójcy. Psychopata za cel obiera sobie uśmiercenie pozostałej trójki.

## Produkcja
Zdjęcia kręcono w Rzymie, Monte Porzio Catone (prowincja Rzym) oraz w Sabaudii (prowincja Latina).